# Zaira calosomae
Zaira calosomae là một loài ruồi trong họ Tachinidae.